# Epibulus
Epibulus és un gènere de peixos de la família dels làbrids i de l'ordre dels perciformes.

## Taxonomia
- Epibulus brevis[2]
- Epibulus insidiator (Pallas, 1770)[3][4][5][6][7]